# Frank T. Hopkins
Frank T. Hopkins (Fort Laramie, Wyoming, 1865 – Middle Village, Queens, New York, 1951) a 19. századi vadnyugat jellegzetes hőse, cowboy, postai futár, lóversenyző.

## Életpályája
A vadnyugat legendás alakjaként tartják számon, mint Buffalo Billt. Életrajzában számos ellentmondás található. Az 1910-es népszámlálás szolgáltat róla hiteles adatokat. Apja katona volt, anyja egy sziú törzsfőnök leánya. A fiú már 12 éves korától dolgozott az amerikai lovasságnak, mint postafutár, leveleket kézbesített az alakulatok között. Főként terep-, és távlovaglási versenyeken vett részt. Több mint 400 versenyt nyert el Hidalgo nevű lovával. 1890-ben első Európán kívüli és nem arab származású versenyzőként megnyerte A tűz óceánja (Ocean of Fire) nevű 3 000 mérföldes versenyt Arábiában, ezzel is bizonyítva, hogy nem csak az arab lovak képesek ilyen teljesítményekre, hanem a musztángok is, ha törődnek velük. Egyesek szerint maga a verseny legenda csupán, Awad Al-Badi kutatásokat végzett e tekintetben, de nem talált hiteles adatokra. Több mint 60 éves koráig versenyzett. A musztángok védelmezője maradt. 1951-ben, 86 éves korában halt meg. Hidalgo leszármazottai ma is szabadon élnek Gilbert Jones musztángtelepén, a Blackjack Mountain-ban. 2004-ben filmet készítettek róla Hidalgo címen Viggo Mortensen főszereplésével.